# Чанса, Виздом
Виздом Чанса (англ. Wisdom Chansa; 14 апреля 1964 — 27 апреля 1993, близ Либревиля, Габон) — замбийский футболист, игрок сборной Замбии. Имел прозвище «Виз» за умение грамотно распорядиться мячом.

## Биография
Начинал в юношеской команде «Рокана Юнайтед», из которой перешёл в ведущий замбийский клуб 80-х «Пауэр Дайнамоз».
В 1983 году в составе юношеской сборной завоевал региональный трофей Кубок КОСАФА.
С 1985 года начал вызываться в сборную Замбии, вместе с которой принял участие в футбольном турнире летних Олимпийских игр 1988 года.
В 1989 году вместе с партнерами по сборной — Дерби Макинкой и Пирсоном Мванзой — стал одним из первых «легальных» легионеров в чемпионате СССР по футболу в высшей лиге. Переход в советский клуб стал возможен в силу «хороших отношений» между СССР и Замбией. Все вместе они выступали за дебютанта лиги — «Памир» из Душанбе. Чанса дебютировал 2 октября в гостевом матче против московского «Торпедо» и провёл на поле весь матч. Игра для команды сложилась неудачно — гости проиграли 0:4. За «Памир» сыграл ещё 2 игры — гостевую против «Ротора» (22 октября, 0:1) и домашнюю против «Металлиста» (27 октября, 0:0). По завершении чемпионата вместе с партнёрами покинул команду и уехал из СССР.
В 1991 году вместе с партнёрами по «Пауэр Дайнамоз» стал обладателем Кубка Кубков КАФ.
В 1993 году играл за «Дайнамоз» из ЮАР.
27 апреля 1993 года погиб в авиакатастрофе, направляясь вместе с другими сборниками на встречу со сборной Сенегала в отборочном турнире к чемпионату мира по футболу 1994 года.

## Достижения
- Победитель Кубок обладателей Кубков КАФ 1991
- 3-й призёр Кубка африканских наций 1990[6]